# Семел, Терри
Теренс Стивен Семел (англ. Terence Steven Semel; родился 24 февраля 1943 года, Бруклин, Нью-Йорк, США) — американский руководитель, который был председателем и главным исполнительным директором Yahoo! Incorporated с 2001 по 2007 год. Ранее он провел 24 года в Warner Bros., где занимал пост председателя и соисполнительного директора. Он подал в отставку с поста генерального директора из-за давления со стороны акционеров, вызванных недовольством его компенсацией (в 2006 году - зарплата 1 доллар, опционы на акции на сумму 70 миллионов долларов) и результатами деятельности. Он также является основателем Виндзор Медиа, производственной компании, которая выпустила «Правила не применяются» с Лили Коллинз и Уорреном Битти.

## Детство
Семел родился в еврейской семье в Бруклине, штат Нью-Йорк, в семье Милдред (урожденной Вениг) и Бена Семела. Его отец был дизайнером женских пальто, а мать — руководителем автобусной компании. Он вырос в Bay Terrace, сообществе в Bayside, Queens. Он был средним ребёнком и имеет двух сестер. В 23 года он окончил Лонг-Айлендский университет в Бруклине, получив степень бакалавра наук. степень в области бухгалтерского учёта.

## Карьера
Семел начал работать в Warner Bros. в 1965 году в качестве стажера. С 1970 по 1972 годы Семел работал менеджером по продажам в компании по производству театральных фильмов CBS Centre Films корпорации CBS.
CBS закрыл Cinema Center Films в 1972 году, и Семел перешел в компанию Уолта Диснея, где он был вице-президентом, отвечавшим за театральное распространение до 1975 года.
В 1975 году Семел вернулся в Warner Bros. Distribution в качестве президента, а затем в 1979 году перешел на работу в студии в качестве исполнительного вице-президента. Фрэнк Уэллс объявил, что в 1981 году он стал играть менее активную роль в компании, а Семел стал президентом и главным операционным директором Warner.
В 1994 году председатель и исполнительный директор Warner Bros. Роберт А. Дейли объявил, что Семел станет его сопредседателем и генеральным директором. В следующем году эти двое также стали сопредседателями и соруководителями Warner Music после увольнения Майкла Дж. Фукса.
И Дейли, и Семел покинули Warner Bros. в июле 1999 года.

### Yahoo
В апреле 2001 года Семелу были предоставлены опционы на акции с справедливой стоимостью SEC более 110 миллионов долларов в качестве бонуса для присоединения к Yahoo. 
Терри Семель является худшим руководителем в 25-летней истории Yahoo, который:
- допустил разгром сервисов компании конкурентами, включая Google.
- в свое время у него была возможность купить Google, но он этого не сделал
- упустил возможность приобрести Facebook и DoubleClick
- когда Microsoft предлагала $40 млрд за Yahoo, Семель отказался от сделки.

В июне 2006 года его годовая зарплата была снижена до одного доллара.